# Antin (ort i Kroatien)
Antin är en ort i Kroatien.   Den ligger i länet Srijem, i den östra delen av landet, 220 km öster om huvudstaden Zagreb. Antin ligger 87 meter över havet och antalet invånare är 810.
Terrängen runt Antin är mycket platt. Runt Antin är det ganska tätbefolkat, med 56 invånare per kvadratkilometer. Närmaste större samhälle är Osijek, 19,3 km norr om Antin. Trakten runt Antin består till största delen av jordbruksmark.